# Crialeïs
Le Crialeïs (du nom ancien de l'Île-aux-Moines) est un sinagot (du nom des habitants de Séné), bateau de pêche traditionnel du golfe du Morbihan.
Il a été construit en 1990 pour l'Association « Pour un sinago îlois »  de l'Île-aux-Moines.

## Histoire
C'est une réplique de l'ancien sinagot Jouet des flots, l'une des nombreuses chaloupes de pêche du golfe destinées à la pêche au chalut à perche, au dragage des huîtres plates et à la pose de casiers à crustacés.
L'association « Pour un sinagot îlois », forte de près de 180 membres, propose la découverte du golfe du Morbihan et de ses nombreuses îles à ses adhérents tout au long de l'année.
Le Crialeïs a fêté ses 20 ans le 14 mai 2010 à l'occasion d'une grande fête sur l'Île-aux-Moines et dans le golfe du Morbihan.